# Wulfsen
Wulfsen település Németországban, azon belül Alsó-Szászország tartományban. Lakosainak száma 1718 fő (2023. december 31.).

## Népesség
A település népességének változása:
| Lakosok száma | 1689 | 1662 | 1711 | 1715 | 1733 | 1718 |
|               | 2016 | 2017 | 2019 | 2021 | 2022 | 2023 |